# Чароты (Гомельская область)
Чароты (бел. Чараты) — посёлок в Широковском сельсовете Буда-Кошелёвского района Гомельской области Белоруссии.

## География

### Расположение
В 24 км от Буда-Кошелёво, 15 км от железнодорожной станции Лазурная (на линии Жлобин — Гомель), 25 км от Гомеля.

### Гидрография
На севере мелиоративный канал.

## Транспортная сеть
Транспортные связи по просёлочной дороге, подальше по шоссе Довск — Гомель. Застройка деревянная усадебного типа.

## История
Основан в начале XX века переселенцами с соседних деревень. Наиболее активная застройка относиться к 1920-х годам. В 1926 году в Михалёвском сельсовете Уваровичского района Гомельского округа. В 1929 году жители посёлка вступили в колхоз. В 1959 году в составе совхоза «Коминтерн» (центр — деревня Широкое).

## Население

### Численность
- 2018 год — 4 жителя.

### Динамика
- 1925 год — 18 дворов, 94 жителя.
- 1959 год — 81 житель (согласно переписи).
- 2004 год — 4 хозяйства, 9 жителей.